# L'uovo (Alberto Fortis)
L'uovo è un album discografico di Alberto Fortis, pubblicato nel 1991 dalla CBS Records. Si tratta del suo primo album live.

## Tracce
1. Milano e Vincenzo - 3:39
2. La nena del Salvador ( in studio ) - 5:04
3. La sedia di lillà - 5:36
4. Settembre - 4:08
5. Fragole infinite - 3:56
6. La grande grotta - 4:55
7. Dentro un sogno - 4:15
8. Vita ch'è vita - 5:25
9. Qui la luna - 5:05

Studio FonoPrint Bologna
add vocal Clara Moroni - Nando Bonini